# Выселки (Курская область)
Вы́селки — хутор в Горшеченском районе Курской области России. Входит в состав Среднеапоченского сельсовета.

## География
Хутор находится в восточной части Курской области, в лесостепной зоне, в пределах юго-западной части Среднерусской возвышенности, на правом берегу реки Боровка, на расстоянии примерно 15 км (по прямой) к западу от посёлка городского типа Горшечное, административного центра района. Абсолютная высота — 163 м над уровнем моря.
Часовой пояс
Хутор Выселки, как и вся Курская область, находится в часовой зоне МСК (московское время). Смещение применяемого времени относительно UTC составляет +3:00.

## Население
| 2002 | 2010 |
| ---- | ---- |
| 47   | ↘24  |

Гендерный состав
По данным Всероссийской переписи населения 2010 года в гендерной структуре населения мужчины составляли 54,2 %, женщины — соответственно 45,8 %.
Национальный состав
Согласно результатам переписи 2002 года, в национальной структуре населения русские составляли 87 % из 47 чел.

## Улицы
Уличная сеть хутора состоит из одной улицы (ул. Луговая).